# Liste der Dreitausender in Salzburg
Diese Liste der Dreitausender in Salzburg listet die meisten Berggipfel mit einer Höhe von mindestens 3000 m ü. A. (Dreitausender) in Salzburg auf. Grundlage für diese Liste ist eine Liste des Österreichischen Alpenvereins mit dem Titel „Berggruppen mit Gipfeln über 3000 m Seehöhe in Österreich“. Laut dieser Liste befinden sich 30 Berge davon in der Glocknergruppe, 28 in der Venedigergruppe, 15 in der Goldberggruppe, 13 in den Zillertaler Alpen, 8 in der Ankogelgruppe und 2 in der Granatspitzgruppe.

## Definition
Für die von der UIAA definierte Liste der Viertausender in den Alpen dient eine Schartenhöhe von mindestens 30 m als messbares Kriterium für die Definition von selbständigen Hauptgipfeln. Eine Definition von den Dreitausendern der Alpen fehlt hingegen. In dieser Liste werden alle 30+28+15+13+8+2=96 Gipfel aufgenommen, die in oben genannter Alpenvereins-Liste aufgeführt sind, es werden aber auch ein paar andere ergänzt, die einen Namen besitzen, unabhängig von der Schartenhöhe. Auf Grund fehlender Höhenangaben in offiziellen Kartenwerken ist eine exakte Ermittlung der Dominanz und der Schartenhöhe nicht immer möglich. Auch bei der exakten Höhe der einzelnen Berge gibt es zum Teil mehr oder weniger große Unterschiede.

## Dreitausender in Salzburg
- Bild: Sofern vorhanden wird ein Bild des jeweiligen Bergs angezeigt; gibt es noch weitere Bilder, so wird unterhalb des Bildes ein Link dazu angegeben.
- Gipfel: Bezeichnungen des Berggipfels; der farbige Balken darunter ist ein Link zu Wikidata.
- Höhe: Höhenangaben in Meter über Adria; diese ist nicht immer eindeutig, es wird der häufigste Wert genommen.
- Gebirge: Gebirgsgruppe, in der sich der jeweilige Gipfel befindet, sowie Angabe der Koordinaten des jeweiligen Gipfels (diese wurden der OpenStreetMap entnommen).
- Bundesland: Bundesland, in dem sich der Berggipfel befindet.
- Dominanz: Die Dominanz beschreibt den Radius des Gebietes, das der Berg überragt, angegeben in Kilometern mit Bezugspunkt. Ist ein Link angegeben, so handelt es sich aus Mangel an genaueren Informationen um die Luftlinie zum nächsthöheren Berg.
- Schartenhöhe: Die Schartenhöhe ist die Höhendifferenz zwischen Gipfelhöhe und der höchstgelegenen Einschartung, bis zu der man mindestens absteigen muss, um einen höheren Gipfel zu erreichen. Angegeben in Metern mit Bezugspunkt. Sie hat einen noch größeren Fehlerbereich als Gipfelhöhen, da die Passhöhenschätzungen ebenfalls variieren, während nicht alle Tiefpunkte zwischen Gipfeln gemessen wurden.

Durch Anklicken des Symbols im Tabellenkopf sind die jeweiligen Spalten sortierbar.

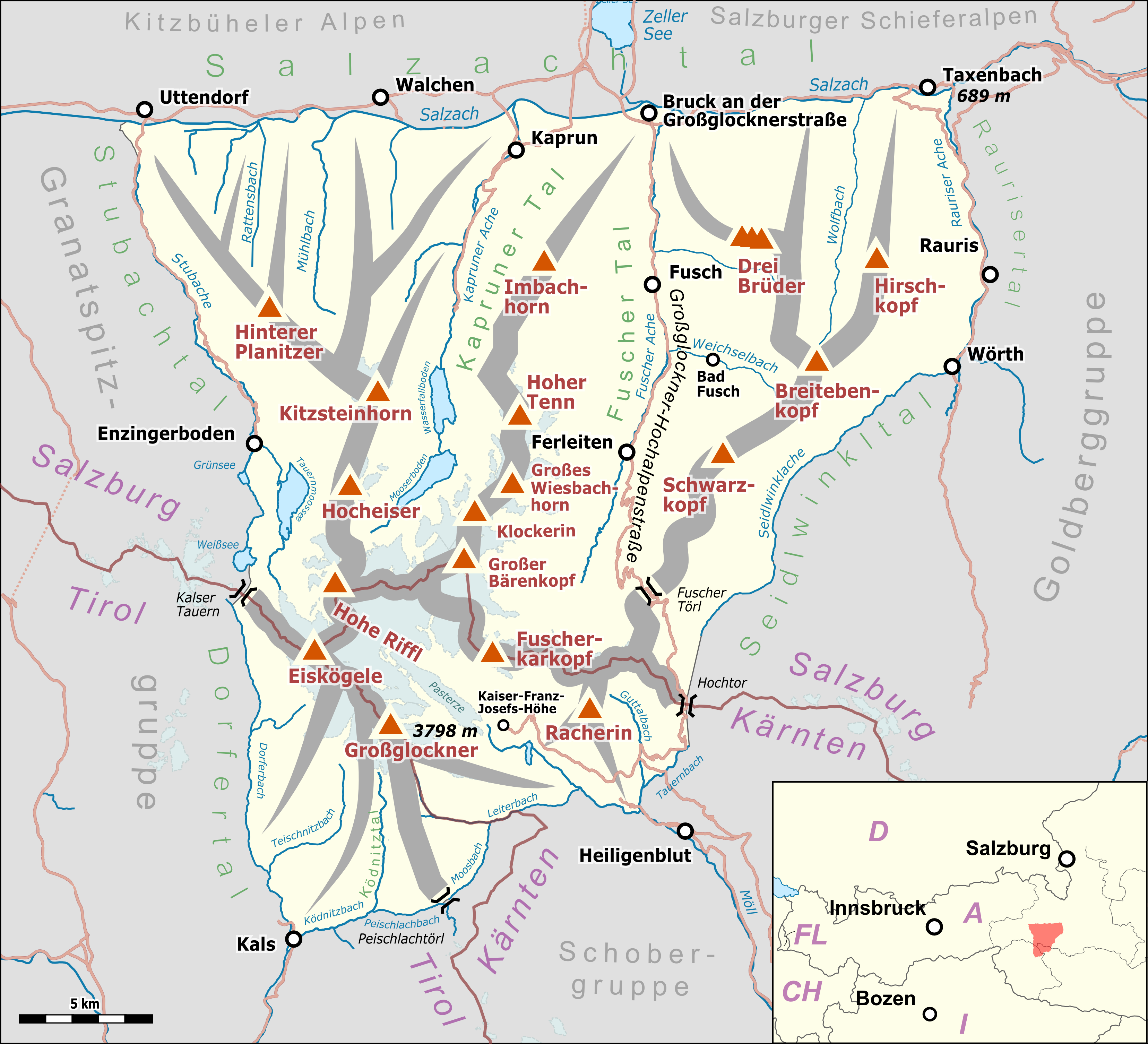
Übersichtskarte der Glocknergruppe
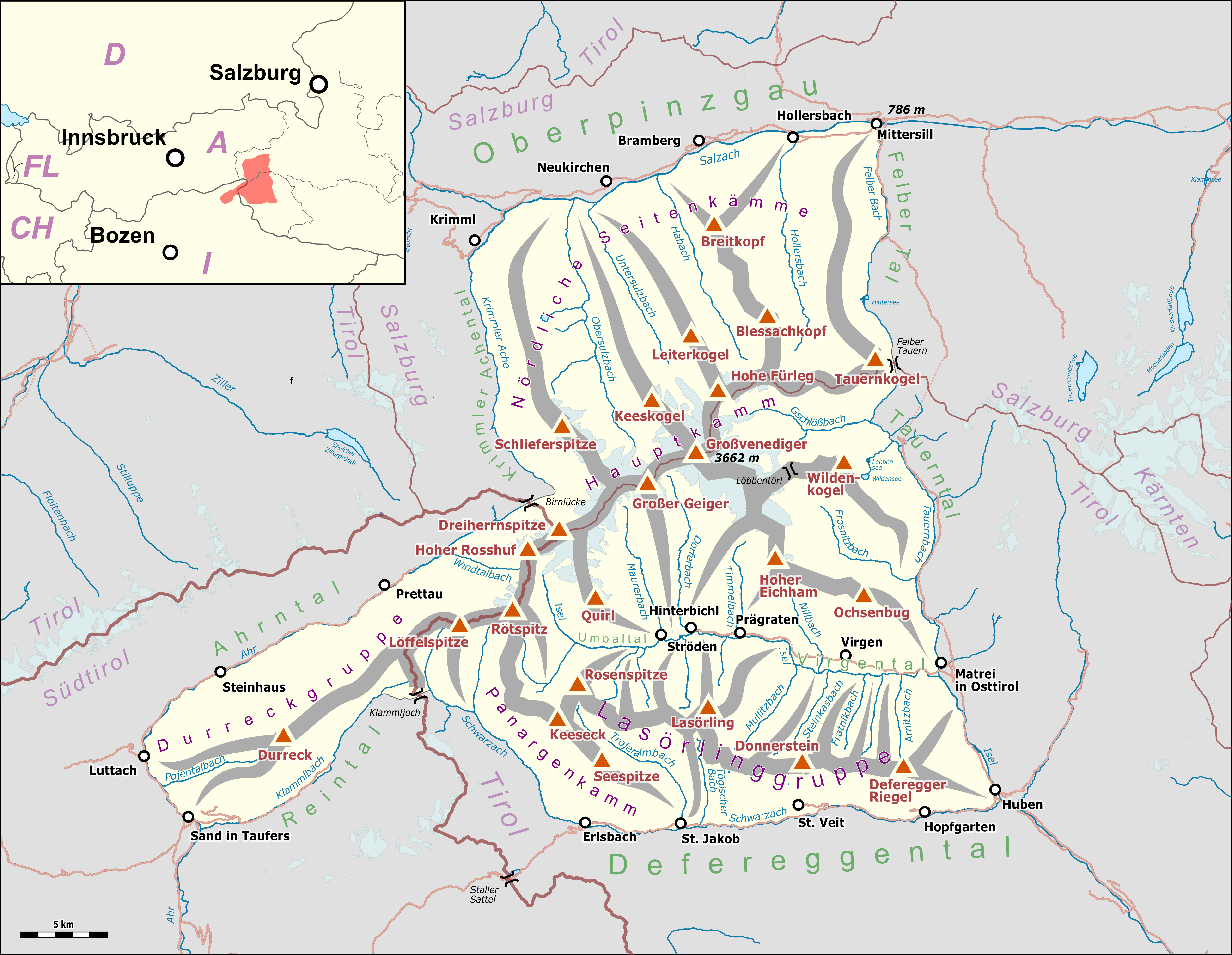
Übersichtskarte der Venedigergruppe
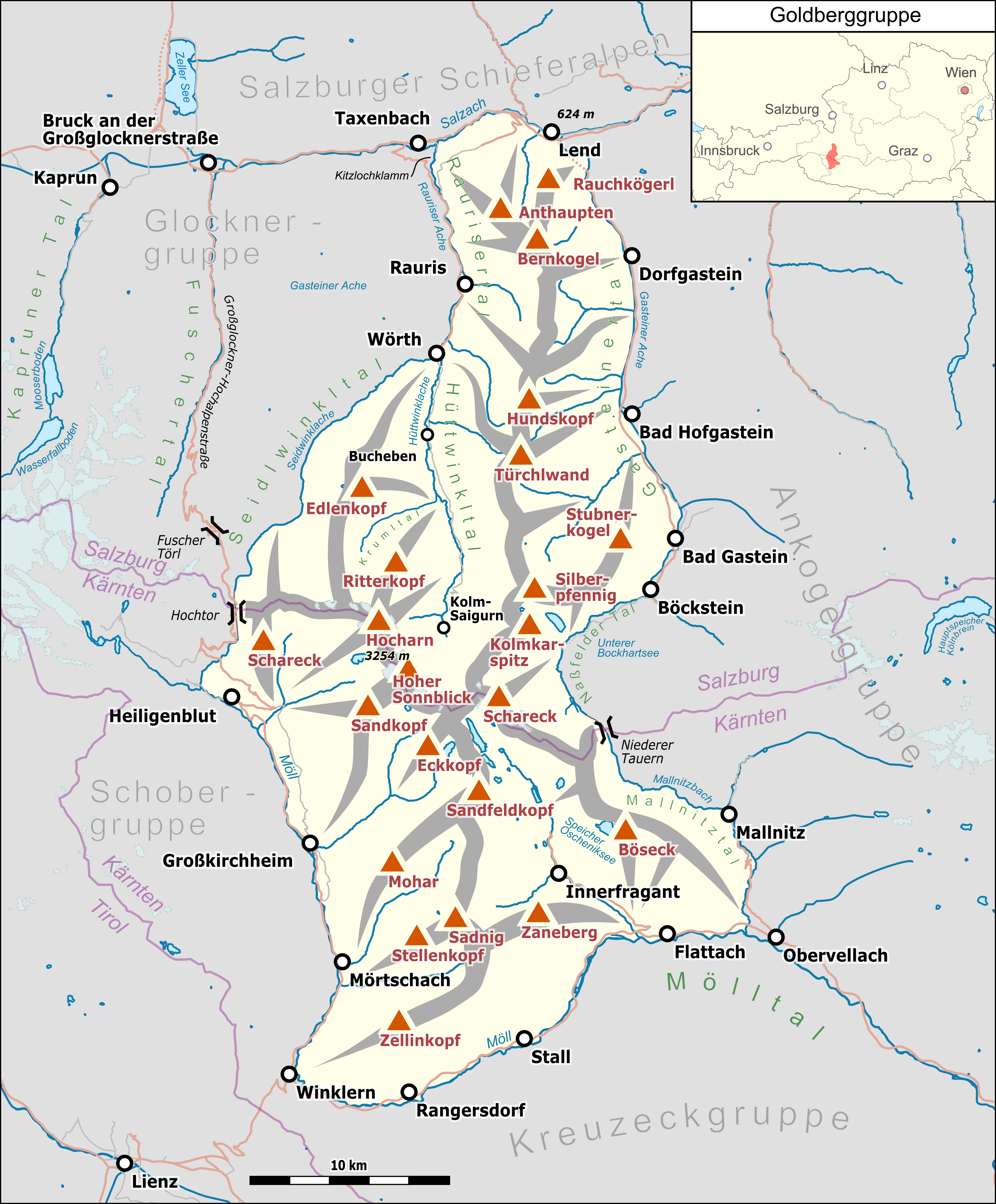
Übersichtskarte der Goldberggruppe
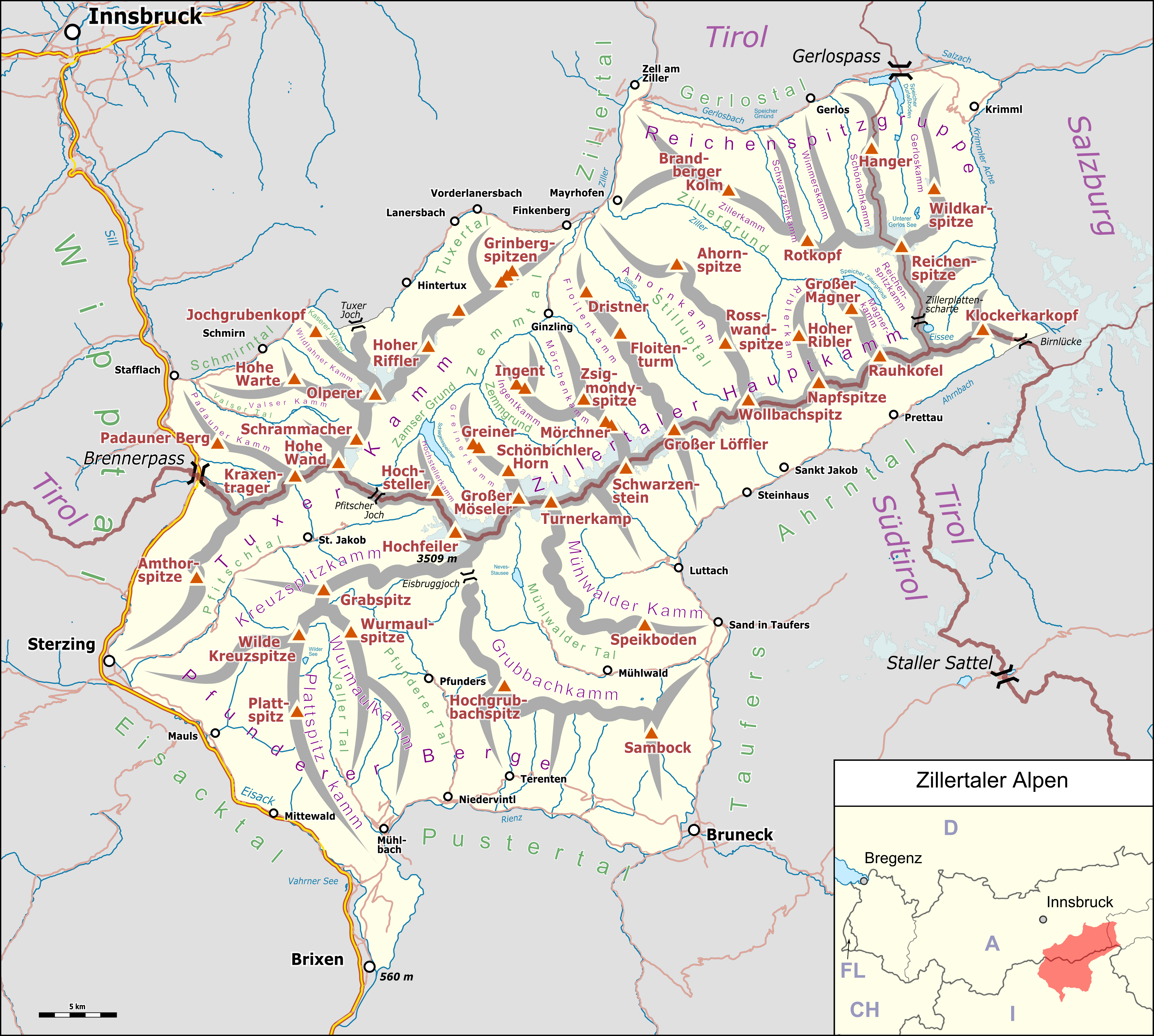
Übersichtskarte der Zillertaler Alpen
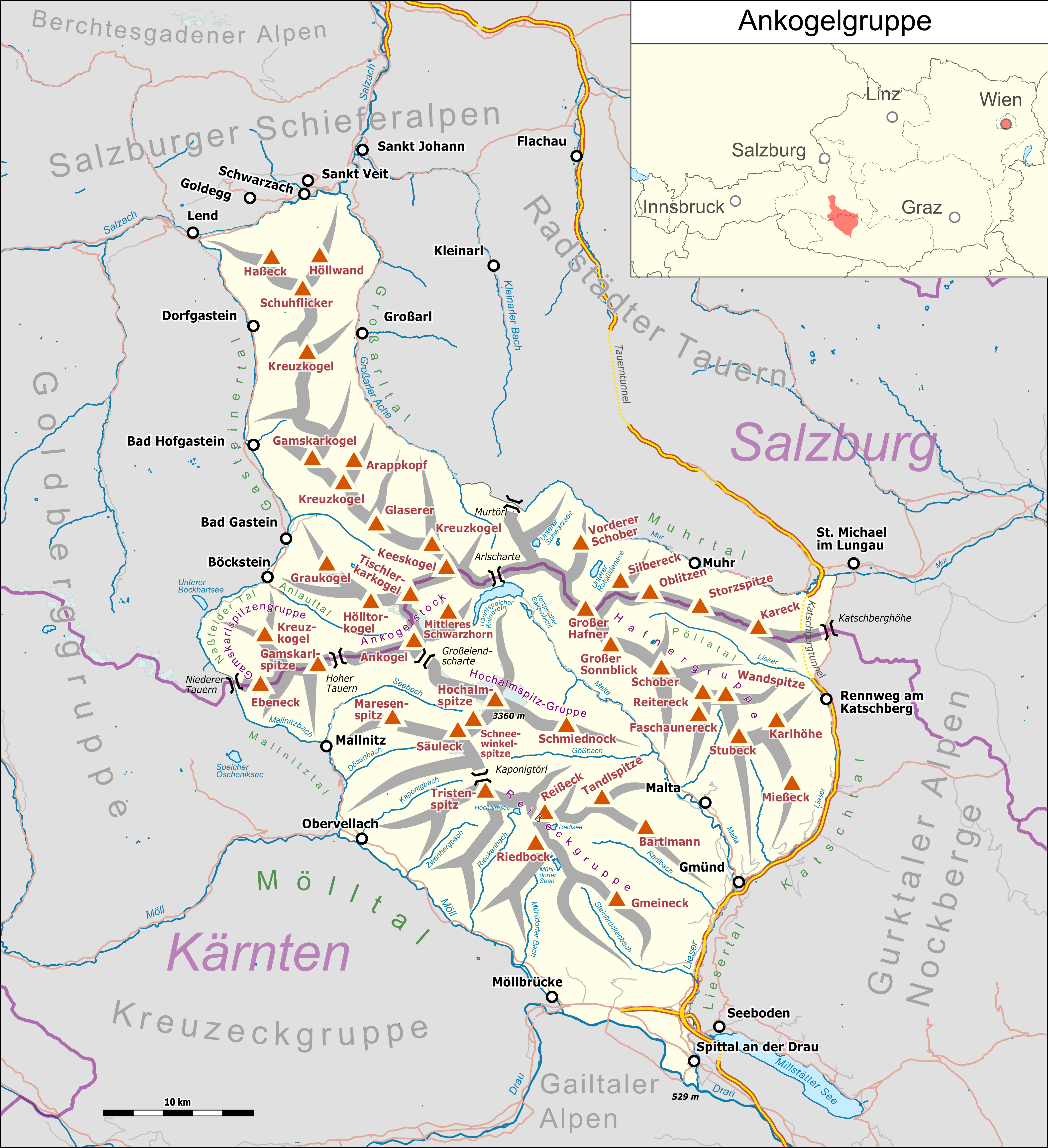
Übersichtskarte der Ankogelgruppe
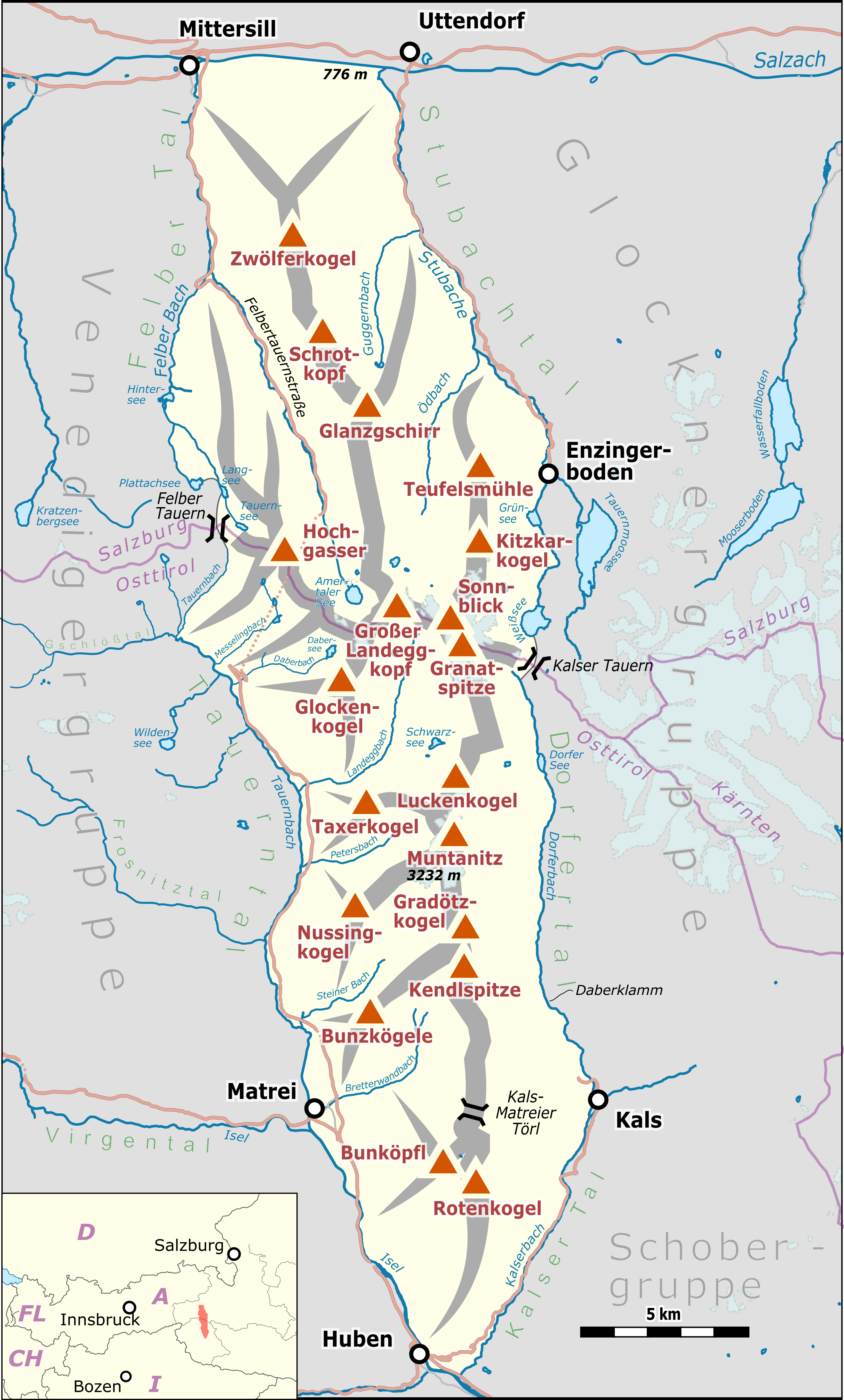
Übersichtskarte der Granatspitzgruppe

| Bild                                         | Gipfel | Höhe   | Gebirge                               | Bundesland                | Dominanz                             | Schartenhöhe                       |
| -------------------------------------------- | --- | ------ | ------------------------------------- | ------------------------- | ------------------------------------ | ---------------------------------- |
| weitere Bilder                               | Großvenediger | 3657 m | Venedigergruppe 47° 7′ N, 12° 21′ O   | Osttirol Salzburg         | 26 km → Glocknerwand                 | 1197 m ↓ Felber Tauern             |
| weitere Bilder                               | Großes Wiesbachhorn | 3564 m | Glocknergruppe 47° 9′ N, 12° 45′ O    | Salzburg                  | 9,7 km → Glocknerwand                | 490 m ↓ Gruberscharte              |
| weitere Bilder                               | Dreiherrnspitze, Dreiherrenspitze, Dreiherrn Spitze | 3499 m | Venedigergruppe 47° 4′ N, 12° 14′ O   | Osttirol Salzburg Italien | 9 km → Großvenediger                 | 581 m ↓ Obersulzbachtörl           |
| weitere Bilder                               | Westliche Simonyspitze, (Simonyspitzen, Simony Spitzen) | 3473 m | Venedigergruppe 47° 4′ N, 12° 16′ O   | Osttirol Salzburg         | 1,6 km → Dreiherrnspitze             | 102 m ↓ Umbalscharte               |
| weitere Bilder                               | Kleinvenediger | 3468 m | Venedigergruppe 47° 7′ N, 12° 21′ O   | Osttirol Salzburg         | 0,8 km → Großvenediger               | 81 m ↓ Venedigerscharte            |
|                                              | Torwächter | 3465 m | Venedigergruppe 47° 7′ N, 12° 21′ O   | Salzburg                  |                                      |                                    |
| weitere Bilder                               | Weißer Zahn | 3460 m | Venedigergruppe 47° 6′ N, 12° 20′ O   | Osttirol Salzburg         | 0,5 km → Großvenediger               |                                    |
| weitere Bilder                               | Johannisberg, Keeserkopf, Herzoghut | 3453 m | Glocknergruppe 47° 7′ N, 12° 40′ O    | Salzburg Kärnten          | 1,65 km → Schneewinkelkopf           | 293 m ↓ Untere Ödenwinkelscharte   |
| weitere Bilder                               | Umbalköpfl, Umbalköpfe | 3426 m | Venedigergruppe 47° 4′ N, 12° 15′ O   | Osttirol Salzburg         | 0,47 km → Dreiherrnspitze            | 53 m ↓ Scharte zur Dreiherrnspitze |
| weitere Bilder                               | Eiskögele | 3423 m | Glocknergruppe 47° 6′ N, 12° 39′ O    | Osttirol Salzburg Kärnten | 0,3 km → Schneewinkelkopf            | 4 m ↓ Eiskögelescharte             |
| weitere Bilder                               | Klockerin, Glockerin, Glocknerin (Südwestgipfel (3422 m), Nordostgipfel (3335 m))                                                                                         | 3422 m | Glocknergruppe 47° 9′ N, 12° 44′ O    | Salzburg                  | 1,6 km → Großes Wiesbachhorn         | 194 m ↓ Wielingerscharte           |
| weitere Bilder                               | Hinterer Bratschenkopf | 3413 m | Glocknergruppe 47° 9′ N, 12° 45′ O    | Salzburg                  | 0,7 km → Klockerin                   | 125 m ↓ Klockerinsattel            |
| weitere Bilder                               | Vorderer Bratschenkopf | 3401 m | Glocknergruppe 47° 9′ N, 12° 45′ O    | Salzburg                  | 0,4 km → Hinterer Bratschenkopf      |                                    |
| weitere Bilder                               | Großer Bärenkopf, Weißer Bärenkopf (Hauptgipfel (3396 m), Westgipfel (3353 m))                                                                                            | 3396 m | Glocknergruppe 47° 8′ N, 12° 44′ O    | Salzburg Kärnten          | 1,7 km → Klockerin                   | 302 m ↓ Riffltor                   |
| weitere Bilder                               | Hoher Tenn (Südwestgipfel), Bergspitze, Hochtenn, Felsspitz | 3368 m | Glocknergruppe 47° 11′ N, 12° 46′ O   | Salzburg                  | 2,1 km → Großes Wiesbachhorn         | 337 m ↓ Wiesbachschartl            |
| weitere Bilder                               | Großer Geiger, Obersulzbacher Venediger, Heiliggeistkogel | 3360 m | Venedigergruppe 47° 6′ N, 12° 19′ O   | Osttirol Salzburg         | 2,7 km → Großvenediger               | 285 m ↓ Breiter Sattel             |
| weitere Bilder                               | Mittlerer Bärenkopf | 3358 m | Glocknergruppe 47° 8′ N, 12° 43′ O    | Salzburg Kärnten          | 1,4 km → Großer Bärenkopf            |                                    |
| weitere Bilder                               | Hohe Dock, Hoher Dock | 3348 m | Glocknergruppe 47° 8′ N, 12° 44′ O    | Salzburg                  | 0,6 km → Großer Bärenkopf            | 114 m ↓ Dockscharte                |
| weitere Bilder                               | Hohe Riffl, Hohe Riffel | 3338 m | Glocknergruppe 47° 7′ N, 12° 40′ O    | Salzburg Kärnten          | 1,38 km → Johannisberg               | 110 m ↓ Obere Ödenwinkelscharte    |
| weitere Bilder                               | Fuscher-Kar-Kopf, Fuscherkarkopf, Fuschereiskarkopf (Hauptgipfel (3331 m), Nordwestgipfel (3252 m))                                                                       | 3331 m | Glocknergruppe 47° 6′ N, 12° 45′ O    | Salzburg Kärnten          | 3,53 km → Hohe Dock                  | 490 m ↓ Fuscher-Kar-Scharte        |
| weitere Bilder                               | Vorderer Maurerkeeskopf, Vorderer Maurerkees Kopf | 3325 m | Venedigergruppe 47° 5′ N, 12° 16′ O   | Osttirol Salzburg         | 0,3 km → Östliche Simonyspitze       |                                    |
| weitere Bilder                               | Schneespitze, Hoher Tenn (Nordostgipfel), Schneespitz | 3317 m | Glocknergruppe 47° 11′ N, 12° 46′ O   | Salzburg                  | 0,5 km → Hoher Tenn                  |                                    |
| weitere Bilder                               | Hinterer Maurerkeeskopf, Hinterer Maurerkees Kopf | 3311 m | Venedigergruppe 47° 6′ N, 12° 17′ O   | Osttirol Salzburg         | 1,9 km → Großer Geiger               |                                    |
| weitere Bilder                               | Reichenspitze | 3303 m | Zillertaler Alpen 47° 8′ N, 12° 7′ O  | Nordtirol Salzburg        | 12,2 km → Dreiherrnspitze            | 683 m ↓ Schütttaler Joch           |
| weitere Bilder                               | Keeskogel | 3291 m | Venedigergruppe 47° 8′ N, 12° 19′ O   | Salzburg                  | 3,2 km → Großvenediger               | 373 m ↓ Zwischensulzbachtörl       |
| weitere Bilder                               | Schlieferspitze, Schliefer Spitze | 3290 m | Venedigergruppe 47° 7′ N, 12° 15′ O   | Salzburg                  | 4,5 km → Hinterer Maurerkeeskopf     | 527 m ↓ Krimmler Törl              |
| Berg ganz links oben, Bild von Süden gesehen | Mittlerer Maurerkeeskopf, Mittlerer Maurerkees Kopf | 3283 m | Venedigergruppe 47° 5′ N, 12° 17′ O   | Osttirol Salzburg         | 0,2 km → Hinterer Maurerkeeskopf     |                                    |
| weitere Bilder                               | Kleines Wiesbachhorn | 3283 m | Glocknergruppe 47° 10′ N, 12° 46′ O   | Salzburg                  | 1,2 km → Großes Wiesbachhorn         |                                    |
| weitere Bilder                               | Wildgerlosspitze (Hauptgipfel (3280 m), Nordwestgipfel = Signalspitze (ca. 3267 m))                                                                                       | 3280 m | Zillertaler Alpen 47° 9′ N, 12° 6′ O  | Nordtirol Salzburg        | 1,04 km → Reichenspitze              | 140 m ↓ Scharte zur Reichenspitze  |
| weitere Bilder                               | Gabler, Hohe Gabel, Gabelspitze, Gabelkopf | 3263 m | Zillertaler Alpen 47° 8′ N, 12° 7′ O  | Salzburg                  | 0,19 km → Reichenspitze              | 66 m                               |
| weitere Bilder                               | Sinwelleck, Sinewelleck, Sonnenwelleck | 3261 m | Glocknergruppe 47° 6′ N, 12° 45′ O    | Salzburg Kärnten          | 0,9 km → Fuscher-Kar-Kopf            |                                    |
| weitere Bilder                               | Hocharn, Hochnarr, Hoher Aar, Hochnarrspitz, Hochhorn Hocharn (Ostgipfel) (3233 m)                                                                                        | 3254 m | Goldberggruppe 47° 5′ N, 12° 56′ O    | Salzburg Kärnten          | 13,85 km → Sinwelleck                | 678 m ↓ Hochtor                    |
| weitere Bilder                               | Ankogel, Großer Ankogel | 3252 m | Ankogelgruppe 47° 3′ N, 13° 15′ O     | Salzburg Kärnten          | 6,34 km → Großelendkopf              | 578 m ↓ Großelendscharte           |
| weitere Bilder                               | Vorderer Bärenkopf | 3249 m | Glocknergruppe 47° 7′ N, 12° 42′ O    | Salzburg Kärnten          | 1 km → Mittlerer Bärenkopf           |                                    |
| weitere Bilder                               | Hohe Fürleg, Hohe Fürlegg | 3244 m | Venedigergruppe 47° 8′ N, 12° 22′ O   | Salzburg                  | 2,8 km → Kleinvenediger              |                                    |
| weitere Bilder                               | Gletscherköpfl | 3230 m | Venedigergruppe 47° 6′ N, 12° 20′ O   | Osttirol Salzburg         |                                      |                                    |
|                                              | Hahnenkamm | 3209 m | Zillertaler Alpen 47° 9′ N, 12° 6′ O  | Nordtirol Salzburg        | 0,5 km → Reichenspitze               |                                    |
| weitere Bilder                               | Plattiger Habach | 3207 m | Venedigergruppe 47° 8′ N, 12° 22′ O   | Osttirol Salzburg         | 0,5 km → Hohe Fürlegg                | 42 m ↓ Habachkeesschneide          |
| weitere Bilder                               | Schneekarspitze | 3206 m | Zillertaler Alpen 47° 9′ N, 12° 6′ O  | Nordtirol Salzburg        | 0,4 km → Wildgerlosspitze            |                                    |
| weitere Bilder                               | Hocheiser | 3206 m | Glocknergruppe 47° 9′ N, 12° 40′ O    | Salzburg                  | 3,7 km → Hohe Riffl                  | 567 m ↓ Kapruner Tör               |
| weitere Bilder                               | Kleiner Maurerkeeskopf | 3205 m | Venedigergruppe 47° 6′ N, 12° 17′ O   | Osttirol Salzburg         |                                      |                                    |
| weitere Bilder                               | Kitzsteinhorn | 3203 m | Glocknergruppe 47° 11′ N, 12° 41′ O   | Salzburg                  | 3,7 km → Hocheiser                   | 436 m ↓ Geralscharte               |
| weitere Bilder                               | Hoher Kasten | 3189 m | Glocknergruppe 47° 6′ N, 12° 39′ O    | Osttirol Salzburg         | 0,9 km → Eiskögele                   |                                    |
| weitere Bilder                               | Schattseitköpfl | 3182 m | Glocknergruppe 47° 7′ N, 12° 41′ O    | Salzburg Kärnten          | 1,1 km → Vorderer Bärenkopf          |                                    |
|                                              | Obersulzbachkopf, Obersulzbachtörlkopf | 3182 m | Venedigergruppe 47° 6′ N, 12° 19′ O   | Osttirol Salzburg         | 1,4 km → Weißer Zahn                 |                                    |
| weitere Bilder                               | Steinkarkogel, Steinkar Kogel | 3181 m | Venedigergruppe 47° 9′ N, 12° 18′ O   | Salzburg                  | 0,9 km → Keeskogel                   |                                    |
| weitere Bilder                               | Geigerkopf | 3174 m | Venedigergruppe 47° 6′ N, 12° 18′ O   | Osttirol Salzburg         |                                      |                                    |
|                                              | Schwarzkopf | 3168 m | Ankogelgruppe 47° 3′ N, 13° 15′ O     | Salzburg Kärnten          | 0,6 km → Ankogel                     |                                    |
|                                              | Oberer Fochezkopf Unterer Fochezkopf (3023 m oder 2989 m (47° 10′ N, 12° 45′ O ))                                                                                         | 3159 m | Glocknergruppe 47° 10′ N, 12° 45′ O   | Salzburg                  | 0,8 km → Großes Wiesbachhorn         |                                    |
| weitere Bilder                               | Kleiner Tenn | 3158 m | Glocknergruppe 47° 11′ N, 12° 45′ O   | Salzburg                  | 0,4 km → Schneespitze                |                                    |
|                                              | Breitkopf | 3154 m | Glocknergruppe 47° 7′ N, 12° 44′ O    | Salzburg Kärnten          | 1,8 km → Fuscher-Kar-Kopf            |                                    |
| weitere Bilder                               | Totenkopf Totenkopf (Ostgipfel) = Totenkopf (Hauptgipfel) Totenkopf (Westgipfel)                                                                                          | 3151 m | Glocknergruppe 47° 8′ N, 12° 40′ O    | Salzburg                  | 0,7 km → Hohe Riffl                  |                                    |
| weitere Bilder                               | Zillerplattenspitze | 3147 m | Zillertaler Alpen 47° 6′ N, 12° 8′ O  | Nordtirol Salzburg        | 4,1 km → Kleinspitze                 |                                    |
|                                              | Schliefertürme, Schliefer Türme Südöstlicher Schlieferturm, Südostturm (3142 m) Nordwestlicher Schlieferturm, Nordwestturm (3126 m)                                       | 3142 m | Venedigergruppe 47° 7′ N, 12° 15′ O   | Salzburg                  | 1,3 km → Schlieferspitze             |                                    |
|                                              | P. 3137 | 3137 m | Venedigergruppe 47° 7′ N, 12° 15′ O   | Salzburg                  | 0,5 km → Schlieferspitze             |                                    |
|                                              | Hintere Sonntagsköpfe, Hohe Sonntagsköpfe, Hinterer Sonntagskopf, Hoher Sonntagskopf Hoher Sonntagskopf (Hauptgipfel) (3136 m) Hoher Sonntagskopf (Südostgipfel) (3129 m) | 3136 m | Venedigergruppe 47° 7′ N, 12° 16′ O   | Salzburg                  | 0,4 km → Schliefertürme (Südostturm) |                                    |
|                                              | Rainbachspitze | 3129 m | Zillertaler Alpen 47° 7′ N, 12° 8′ O  | Nordtirol Salzburg        | 0,6 km → Zillerplattenspitze         |                                    |
| weitere Bilder                               | Bauernbrachkopf, Bauernbrachkogel | 3125 m | Glocknergruppe 47° 12′ N, 12° 45′ O   | Salzburg                  | 0,8 km → Schneespitze                | 81 m ↓ Hirzbachtörl                |
| weitere Bilder                               | Schwarzköpfl | 3124 m | Glocknergruppe 47° 8′ N, 12° 43′ O    | Salzburg                  | 0,7 km → Mittlerer Bärenkopf         |                                    |
| weitere Bilder                               | Schareck | 3123 m | Goldberggruppe 47° 2′ N, 13° 1′ O     | Salzburg Kärnten          | 6,9 km → Hocharn                     | 427 m ↓ Niedere Scharte            |
| weitere Bilder                               | Bachmayrspitze | 3120 m | Venedigergruppe 47° 8′ N, 12° 19′ O   | Salzburg                  | 1,8 km → Steinkarkogel               |                                    |
|                                              | Zwingkopf, Zwingskopf | 3117 m | Glocknergruppe 47° 11′ N, 12° 46′ O   | Salzburg                  | 0,8 km → Schneespitze                |                                    |
|                                              | Grieswies-Schwarzkogel, Grieswies Schwarzkogel | 3116 m | Goldberggruppe 47° 5′ N, 12° 57′ O    | Salzburg                  | 0,8 km → Hocharn                     |                                    |
| weitere Bilder                               | Törlbirgkopf | 3115 m | Venedigergruppe 47° 9′ N, 12° 22′ O   | Salzburg                  | 0,9 km → Hohe Fürleg                 |                                    |
| weitere Bilder                               | Hoher Sonnblick, Rauriser Sonnblick | 3106 m | Goldberggruppe 47° 3′ N, 12° 57′ O    | Salzburg Kärnten          | 2,41 km → Hocharn                    | 249 m ↓ Goldzechscharte            |
| weitere Bilder                               | Baumbachspitze | 3105 m | Goldberggruppe 47° 2′ N, 13° 1′ O     | Salzburg Kärnten          | 0,4 km → Schareck                    |                                    |
|                                              | Krumlkeeskopf | 3101 m | Goldberggruppe 47° 5′ N, 12° 55′ O    | Salzburg Kärnten          | 1,8 km → Hocharn                     |                                    |
| weitere Bilder                               | Schwarzes Hörndl | 3100 m | Venedigergruppe 47° 8′ N, 12° 20′ O   | Salzburg                  | 0,5 km → Bachmayrspitze              |                                    |
|                                              | Große Jaidbachspitze, Große Jaidbach Spitze, Jaidbachspitze | 3100 m | Venedigergruppe 47° 8′ N, 12° 14′ O   | Salzburg                  | 1 km → Schlieferspitze               |                                    |
|                                              | Torkopf | 3099 m | Glocknergruppe 47° 8′ N, 12° 41′ O    | Salzburg                  | 1,1 km → Hohe Riffl                  |                                    |
|                                              | Kleiner Ankogel | 3096 m | Ankogelgruppe 47° 3′ N, 13° 15′ O     | Salzburg Kärnten          | 0,3 km → Ankogel                     |                                    |
| weitere Bilder                               | Kempsenkopf, Kempsenkogel | 3093 m | Glocknergruppe 47° 12′ N, 12° 45′ O   | Salzburg                  | 0,1 km → Bauernbrachkopf             | 16 m                               |
| weitere Bilder                               | Zillerspitze, Ziller Spitze | 3092 m | Zillertaler Alpen 47° 8′ N, 12° 7′ O  | Nordtirol Salzburg        | 0,8 km → Reichenspitze               |                                    |
| weitere Bilder                               | Gamsmutter | 3089 m | Venedigergruppe 47° 9′ N, 12° 21′ O   | Salzburg                  | 0,7 km → Törlbirgkopf                |                                    |
| weitere Bilder                               | Stubacher Sonnblick | 3088 m | Granatspitzgruppe                     | Osttirol Salzburg         | 4,9 km → Luckenkogel                 | 260 m ↓ Aderscharte                |
| weitere Bilder                               | Granatspitze | 3086 m | Granatspitzgruppe 47° 7′ N, 12° 36′ O | Osttirol Salzburg         | 0,9 km → Stubacher Sonnblick         | 141 m ↓ Granatscharte              |
|                                              | Arlthöhe (falsch auch Artlhöhe) | 3084 m | Goldberggruppe 47° 5′ N, 12° 56′ O    | Salzburg Kärnten          | 0,9 km → Krumlkeeskopf               |                                    |
|                                              | Nördlicher Schwarzkopf | 3079 m | Zillertaler Alpen 47° 7′ N, 12° 7′ O  | Nordtirol Salzburg        | 0,9 km → Zillerspitze                |                                    |
| weitere Bilder                               | Großer Hafner, Hafner | 3076 m | Ankogelgruppe 47° 4′ N, 13° 24′ O     | Salzburg Kärnten          | 6,34 km → Oberlercherspitze          | 824 m ↓ Arlscharte                 |
|                                              | Unlaßkarkopf, Unlaßkar Kopf, Unlasskarkopf | 3074 m | Venedigergruppe 47° 8′ N, 12° 14′ O   | Salzburg                  | 1,1 km → Große Jaidbachspitze        |                                    |
| weitere Bilder                               | Wildkarspitze | 3073 m | Zillertaler Alpen 47° 10′ N, 12° 8′ O | Salzburg                  | 3,8 km → Reichenspitze               | 384 m ↓ Rosskarscharte             |
| weitere Bilder                               | Goldbergspitze | 3073 m | Goldberggruppe 47° 3′ N, 12° 57′ O    | Salzburg Kärnten          | 0,6 km → Hoher Sonnblick             |                                    |
| weitere Bilder                               | Käferfeldeck, Käferdeck, Mitterkar Kogel | 3070 m | Venedigergruppe 47° 9′ N, 12° 18′ O   | Salzburg                  | 0,6 km → Steinkarkogel               |                                    |
| weitere Bilder                               | Grießkogel, Großer Grießkogel, Großer Grieskogel | 3066 m | Glocknergruppe 47° 10′ N, 12° 41′ O   | Salzburg                  | 1 km → Hocheiser                     |                                    |
| weitere Bilder                               | Habachspitze | 3064 m | Venedigergruppe 47° 10′ N, 12° 21′ O  | Salzburg                  | 0,7 km → Gamsmutter                  |                                    |
|                                              | Krimmler Törlkopf | 3063 m | Venedigergruppe 47° 6′ N, 12° 16′ O   | Salzburg                  | 0,9 km → Hinterer Sonntagskopf       |                                    |
|                                              | Schneehorn | 3062 m | Goldberggruppe 47° 5′ N, 12° 56′ O    | Salzburg Kärnten          | 0,4 km → Arlthöhe                    |                                    |
|                                              | Schaflkopf, Hinterer Schaflkopf, Hoher Schaflkopf, Hinter Schafkopf | 3057 m | Zillertaler Alpen 47° 10′ N, 12° 9′ O | Salzburg                  | 1 km → Wildkarspitze                 |                                    |
| weitere Bilder                               | Richterspitze, Richter Spitze | 3052 m | Zillertaler Alpen 47° 8′ N, 12° 7′ O  | Nordtirol Salzburg        | 0,4 km → Nördlicher Schwarzkopf      |                                    |
| weitere Bilder                               | Blessachkopf, Blessach Kopf | 3050 m | Venedigergruppe 47° 11′ N, 12° 24′ O  | Salzburg                  | 3,1 km → Plattiger Habach            |                                    |
|                                              | Südlicher Schwarzkopf | 3042 m | Zillertaler Alpen 47° 7′ N, 12° 7′ O  | Nordtirol Salzburg        | 0,4 km → Nördlicher Schwarzkopf      |                                    |
| weitere Bilder                               | Goldzechkopf | 3042 m | Goldberggruppe 47° 4′ N, 12° 57′ O    | Salzburg Kärnten          | 1,2 km → Hoher Sonnblick             | 137 m ↓ Pilatusscharte             |
|                                              | Rinderwand | 3030 m | Venedigergruppe 47° 7′ N, 12° 14′ O   | Salzburg                  |                                      |                                    |
|                                              | Foißkarkopf, Foiskarkopf, Foiskarkogel, Foiskar Kogel, Foißkarkogel | 3029 m | Venedigergruppe 47° 10′ N, 12° 13′ O  | Salzburg                  | 3,3 km → Unlaßkarkopf                |                                    |
| weitere Bilder                               | Spielmann | 3027 m | Glocknergruppe 47° 6′ N, 12° 48′ O    | Salzburg Kärnten          | 1,16 km → Racherin                   | 140 m ↓ Racherinscharte            |
|                                              | Vorderkopf | 3024 m | Venedigergruppe 47° 9′ N, 12° 13′ O   | Salzburg                  | 0,9 km → Foißkarkopf                 |                                    |
| weitere Bilder                               | Kratzenberg, Kratzenbergkopf, Kratzenberg Kopf | 3022 m | Venedigergruppe 47° 9′ N, 12° 24′ O   | Osttirol Salzburg         | 2 km → Plattiger Habach              | 154 m ↓ Schwarzkopfscharte         |
| weitere Bilder                               | Schlapperebenspitze, Schlapperebenspitzen | 3021 m | Goldberggruppe 47° 2′ N, 13° 2′ O     | Salzburg Kärnten          | 1,4 km → Baumbachspitze              |                                    |
| weitere Bilder                               | Brennkogel | 3018 m | Glocknergruppe 47° 6′ N, 12° 49′ O    | Salzburg Kärnten          | 1,94 km → Spielmann                  | 188 m ↓ Klobenscharte              |
|                                              | Kleiner Hafner, Lanischhafner | 3018 m | Ankogelgruppe 47° 4′ N, 13° 24′ O     | Salzburg Kärnten          | 0,4 km → Großer Hafner               |                                    |
| weitere Bilder                               | Larmkogel | 3017 m | Venedigergruppe 47° 10′ N, 12° 24′ O  | Salzburg                  | 1,5 km → Blessachkopf                | 126 m ↓ Säullahnscharte            |
|                                              | Rifflkarkopf, Riffelkarkopf | 3016 m | Glocknergruppe 47° 8′ N, 12° 39′ O    | Salzburg                  | 0,3 km → Totenkopf                   |                                    |
|                                              | Strabelebenkopf | 3012 m | Goldberggruppe 47° 2′ N, 13° 1′ O     | Salzburg Kärnten          |                                      |                                    |
|                                              | Weiglkarkopf, Weiglkar Kopf | 3009 m | Venedigergruppe 47° 8′ N, 12° 13′ O   | Salzburg                  | 0,6 km → Unlaßkarkopf                |                                    |
|                                              | Weinflaschenkopf | 3008 m | Goldberggruppe 47° 2′ N, 13° 1′ O     | Salzburg Kärnten          | 0,8 km → Schlapperebenspitzen        |                                    |
| weitere Bilder                               | Ritterkopf | 3006 m | Goldberggruppe 47° 6′ N, 12° 57′ O    | Salzburg                  | 2,4 km → Hocharn                     | 349 m ↓ Goldlacklscharte           |
|                                              | Noespitze | 3005 m | Goldberggruppe 47° 5′ N, 12° 54′ O    | Salzburg Kärnten          | 0,8 km → Krumlkeeskopf               |                                    |
| weitere Bilder                               | Tischlerkarkopf | 3004 m | Ankogelgruppe 47° 5′ N, 13° 15′ O     | Salzburg Kärnten          | 2,6 km → Schwarzkopf                 |                                    |
|                                              | Tischlerspitze, Tischlerspitz, Faschnock | 3003 m | Ankogelgruppe 47° 4′ N, 13° 14′ O     | Salzburg Kärnten          | 0,9 km → Tischlerkarkopf             | 154 m ↓ Untere Grubenkarscharte    |
|                                              | Grubenkarkopf, Grubenkarkogel | 3001 m | Ankogelgruppe 47° 4′ N, 13° 15′ O     | Salzburg Kärnten          | 0,8 km → Tischlerspitze              |                                    |
|                                              | Pillewizer | 3000 m | Venedigergruppe 47° 8′ N, 12° 20′ O   | Salzburg                  | 0,3 km → Schwarzes Hörndl            |                                    |